# Olivier d'Ancône
Pour les articles homonymes, voir Olivier (homonymie).
Olivier d’Ancône († 1050)  Olivier de Portonuovo, Oliverius ou Liberius est un moine bénédictin italien du Moyen Âge, ayant vécu à Ancône (Italie), considéré comme saint par l'Église catholique. 
Il est fêté le 27 mai.
L'histoire d'Olivier d’Ancône est très obscure, contrairement à son culte, puisqu'il s'agit de l'un des patrons protecteurs de la ville d'Ancône dans la région des Marches. Certains le font venir d'Arménie, d'autres en font un moine camaldule de Dalmatie.
Il est dit de lui : « Un moine bénédictin d'Ancône qui se sanctifia en suivant fidèlement la Règle de son Père. »

## Fête locale
- Le 27 mai[1].

## Autre saint portant ce prénom
- Saint Olivier Plunket, fêté le 12 juillet[2].